# Hibiscus aridicola
Hibiscus aridicola là một loài thực vật có hoa trong họ Cẩm quỳ. Loài này được J. Anthony mô tả khoa học đầu tiên năm 1927.